# Hàng không năm 2001
Đây là danh sách các sự kiện hàng không nổi bật xảy ra trong năm 2001:

## Chuyến bay đầu tiên

### Tháng 1
- 4 tháng 1 - HAL Light Combat Aircraft (LCA), mẫu chứng minh công nghệ đầu tiên, TD-1.

### Tháng 2
- 2 tháng 2 - Nguyên mẫu General Atomics RQ-1 Predator B, sau có tên gọi MQ-9 Reaper.

### Tháng 7
- 21 tháng 7 - XCOR EZ-Rocket, do Dick Rutan điều khiển.